# Sklep komercyjny

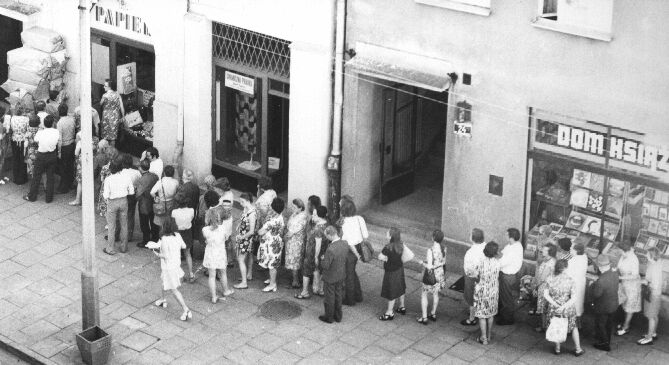
Kolejka przed sklepem w okresie PRL

Sklep komercyjny – istniejący w Polskiej Rzeczypospolitej Ludowej typ sklepu oferującego dobra powszechnego użytku po tzw. cenach komercyjnych, wyższych niż w pozostałych uspołecznionych placówkach handlowych. Sklepy komercyjne wprowadzono w 1976, a ich sieć rozszerzono w 1980.

## Historia
Za poprzednika sklepów komercyjnych uznaje się istniejące w latach trzydziestych XX w. w Związku Sowieckim tzw. torgsiny, sprzedające deficytowe w zwykłych sklepach towary za waluty obce i złoto. W PRL wprowadzenie cen komercyjnych mięsa planowano już w 1952 jako elementu zniesienia reglamentacji. Wprowadzono jedynie sprzedaż mięsa po dwukrotnej cenie w ok. stu sklepach. Rok później nastąpiła podwyżka cen urzędowych, która wyrównała ceny we wszystkich sklepach.

### PRL

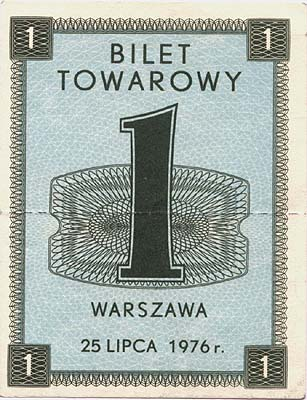
„Gierkowska” kartka na cukier z 1976

Jednym z głównych zadań sklepów komercyjnych było przygotowanie społeczeństwa do wprowadzenia wyższych cen, a także wyrobienie przeświadczenia, że braki w zaopatrzeniu wynikają głównie ze zbyt niskich cen w detalicznym handlu państwowym. Była to również niejawna, ukryta podwyżka cen towarów. W 1976 wprowadzono ceny komercyjne na cukier poza systemem reglamentacji kartkowej (26 zł za kilogram przy cenie cukru reglamentowanego 10,50 zł). Sprzedaż mięsa w cenach komercyjnych rozpoczęto rok później, początkowo w niewielkich ilościach; w połowie 1977 w całej Polsce było 17 sklepów komercyjnych, w 15 największych polskich miastach. Sprzedawano tam jedynie 0,2% całkowitej masy mięsa oferowanej w sprzedaży krajowej. Po pewnym czasie w sklepach komercyjnych sprzedawano już 10% całkowitej masy mięsa, głównie jego najlepsze i najpopularniejsze gatunki.
Reakcja społeczeństwa na istnienie samych sklepów i sprzedawany w nich asortyment była jednoznacznie negatywna. Według informacji MSW z 1978, społeczeństwo odbierało istnienie tego typu sklepów jako podział na „kasty”, a same sklepy jako obsługujące „prywaciarzy, złodziei i paserów”. Stały się one obiektem żartów, dowcipów, przeróbek piosenek i wierszy, np. Kto ty jesteś? Komercjuszek! Jaki znak twój? Pusty brzuszek!, czy też Wsiąść do rakiety Hermaszewskiego, nie dbać o szynkę z komercyjnego. System rozszerzono w lipcu 1980, wprowadzając doń również tańsze gatunki mięsa i wędlin, co przyczyniło się do fali strajków. Jednym z postulatów sierpniowych było zniesienie cen komercyjnych. Choć same sklepy zlikwidowano, ceny komercyjne istniały również w latach 80.